# Langgatboormachine
De langgatboormachine is een industriële houtbewerkingsmachine die speciaal ontworpen is om langwerpige gaten te boren voor pen-en-gatverbindingen. Door het werkstuk (bijvoorbeeld een balk) langs de horizontaal opgestelde boormachine te bewegen, ontstaat een sleuf in het hout.